# Prirast stanovništva
Prirast stanovništva predstavlja promjenu broja populacije po jedinici vremena. Izraz prirodni prirast stanovništva može se odnositi na bilo koju životinjsku vrstu, ali se najčešće rabi za ljudsku populaciju. Još češća je primjena tog izraza u demografskom smislu, kao mjerilo promjene broja stanovnika jedne države, regije, pripadnika jedne skupine ili ljudi na cijelom svijetu.

## Rast svjetskog stanovništva
Prema podacima CIA-e broj ljudi u svijetu svakodnevno se povećava za oko 200.000.

## Vanjske poveznice
- Stope rasta svjetskog stanovništva 1950.-2050.
- Posljedice visokog prirodnog prirasta  Arhivirana inačica izvorne stranice od 4. veljače 2007. (Wayback Machine)